# Cliveden

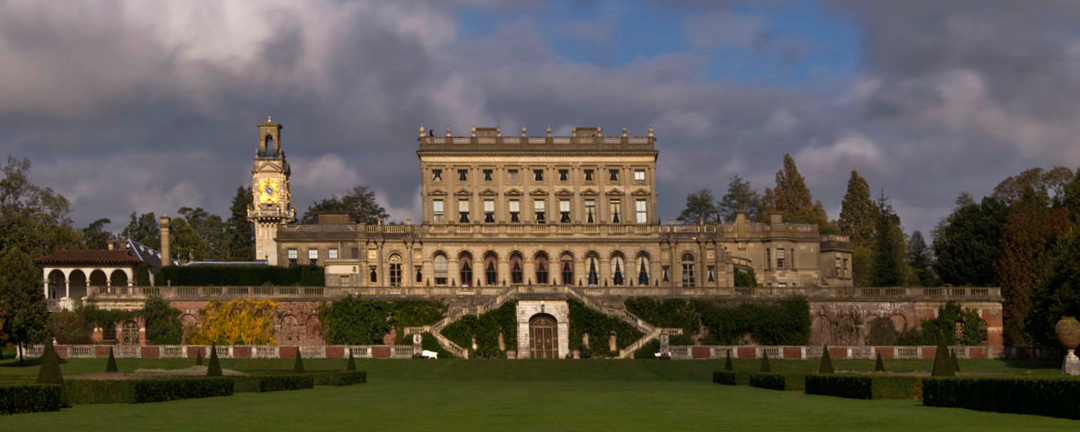
Cliveden

Cliveden is een landgoed vlak bij het Britse Taplow in Buckinghamshire.
Het huidige landhuis stamt uit 1851 en werd ontworpen door Sir Charles Barry. Het is gebouwd in Palladianistische stijl. De klokkentoren is in werkelijkheid een vermomde watertoren. Het landhuis staat op een 40 meter hoge heuvel aan de Theems.
In 1906 werd het landgoed aangekocht door William Waldorf Astor om, samen met de Sancy, deel uit te maken van het bruidsgeschenk voor het huwelijk van zijn zoon Waldorf (2nd Viscount Astor) met de Amerikaanse Nancy Langhorne; deze werd in 1919 het eerste vrouwelijke parlementslid van Engeland.
In 1961 werd hier een feest gehouden wat de start was van een relatie tussen de Britse minister van defensie en een callgirl. Deze relatie zou in 1963 leiden tot de Profumo-affaire.
Tegenwoordig is het landgoed in beheer van de National Trust en sinds 1984 in gebruik als vijfsterrenhotel.
Het landhuis werd als decor gebruikt in verschillende films, zoals: Help! (1965), Thunderbirds (2004) en Made of Honor (2009).